# Ebase
Ebase est un village du Cameroun situé dans le département du Koupé-Manengouba et la Région du Sud-Ouest. Il fait partie de la commune de Bangem.

## Population
Lors du recensement de 2005, Ebase comptait 1 026 habitants.

## Infrastructures
Le plan communal de développement pour la commune de Bangem mentionne un effort particulier dans le village d'Ebase entre 2012-2014 pour la construction d'infrastructures d'accès à l'eau (système de pompage d'eau par gravitation).